# 联邦鸭票

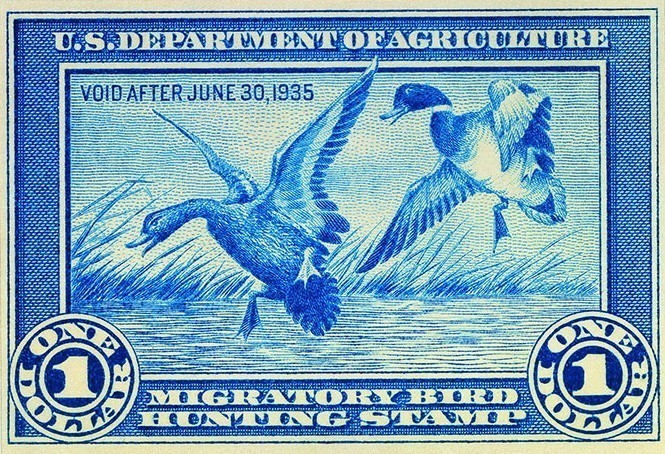
1934年8月14日发售的首张美国联邦鸭票

联邦鸭票（英語：Federal Duck Stamp），正式名为候鸟狩猎和保护印花票（Migratory Bird Hunting and Conservation Stamp），是美国联邦政府发行的一种粘性印花票。水禽狩猎者必须在猎杀鸭、鹅等水禽之前购买鸭票。鸭票持有者也可以免费进入国家野生动物保护区。它被广泛认为是一种收藏品，而发行鸭票筹募到的资金中98%会被捐给候鸟保护基金（Migratory Bird Conservation Fund）用于保护湿地。
赫伯特·胡佛总统于1929年签署了《候鸟保护法》（Migratory Bird Conservation Act），授权购买和保护湿地以作为水禽栖息地。然而，该法律并没有为购买和保护湿地提供永久的资金来源。1934年3月16日，富兰克林·罗斯福总统正式签署了由国会通过的《候鸟狩猎印花票法案》（Migratory Bird Hunting Stamp Act） ，也就是众所周知的《鸭票法案》（Duck Stamp Act）。